# حمام الاغزاز
حمام الاغزاز (به عربی: حمام الأغزاز) یک منطقهٔ مسکونی در تونس است که در استان نابل واقع شده‌است. حمام الاغزاز ۱۳٬۶۳۴ نفر جمعیت دارد.